# Duke Ellington
Pour les articles homonymes, voir Duke et Ellington.
 (mars 2020).
Si vous disposez d'ouvrages ou d'articles de référence ou si vous connaissez des sites web de qualité traitant du thème abordé ici, merci de compléter l'article en donnant les références utiles à sa vérifiabilité et en les liant à la section « Notes et références ».
Edward Kennedy Ellington, dit Duke Ellington, né le 29 avril 1899 à Washington (district de Columbia) et mort le 24 mai 1974 à New York, est un pianiste, compositeur de jazz, de comédies musicales et de musique contemporaine et chef d'orchestre de jazz américain.
Son orchestre big band est un des plus réputés de l'histoire du jazz, avec ceux de Count Basie, Cab Calloway, Tommy Dorsey, Benny Goodman, Glenn Miller, Artie Shaw, Stan Kenton, Woody Herman comprenant des musiciens qui sont parfois considérés, tout autant que lui, comme des maîtres de cette musique et virtuoses de leurs instruments. Quelques-uns de ces musiciens sont restés dans son orchestre pendant des décennies. Certains d'entre eux étaient déjà dignes d'intérêt par eux-mêmes, mais c'est surtout Ellington qui les transformait. Il avait l'habitude de composer spécifiquement pour certains de ses musiciens en tenant compte de leurs points forts, comme Prelude to a Kiss ou Jeep's Blues pour Johnny Hodges, Concerto for Cootie (« Do Nothing Till You Hear from Me ») pour Cootie Williams et The Mooche pour Joe Nanton. Il a aussi enregistré des morceaux composés par les membres de son orchestre, comme Caravan et Perdido de Juan Tizol. Après 1941, il collabore régulièrement avec le compositeur et arrangeur Billy Strayhorn qu'il appelait son « alter ego ».
Duke Ellington fait partie des principaux compositeurs de musique populaire américaine, aux côtés de Irving Berlin, Cole Porter, Harold Arlen, George Gershwin, Richard Rodgers, Jerome Kern, Hoagy Carmichael, Oscar Hammerstein II, Burt Bacharach, Stephen Sondheim, Jule Styne, Jimmy Van Heusen, etc. Sa contribution à la musique est récompensée par de nombreuses distinctions internationales. Plusieurs de ses titres font partie du Grand répertoire américain de la chanson ou sont devenus des standards du jazz.
Duke Ellington est une des personnalités afro-américaines les plus célèbres du XXe siècle. Il a enregistré pour un grand nombre de maisons de disques américaines et a joué dans plusieurs films. Avec son orchestre, il a fait des tournées régulières dans les Amériques, en Europe, en Afrique, en Asie depuis la création de l'orchestre en 1923 jusqu'à sa mort en 1974.
Il est également un soutien du mouvement des droits civiques en faveur des Afro-Américains, et un porte-parole de leur condition socio-politique. 

## Biographie

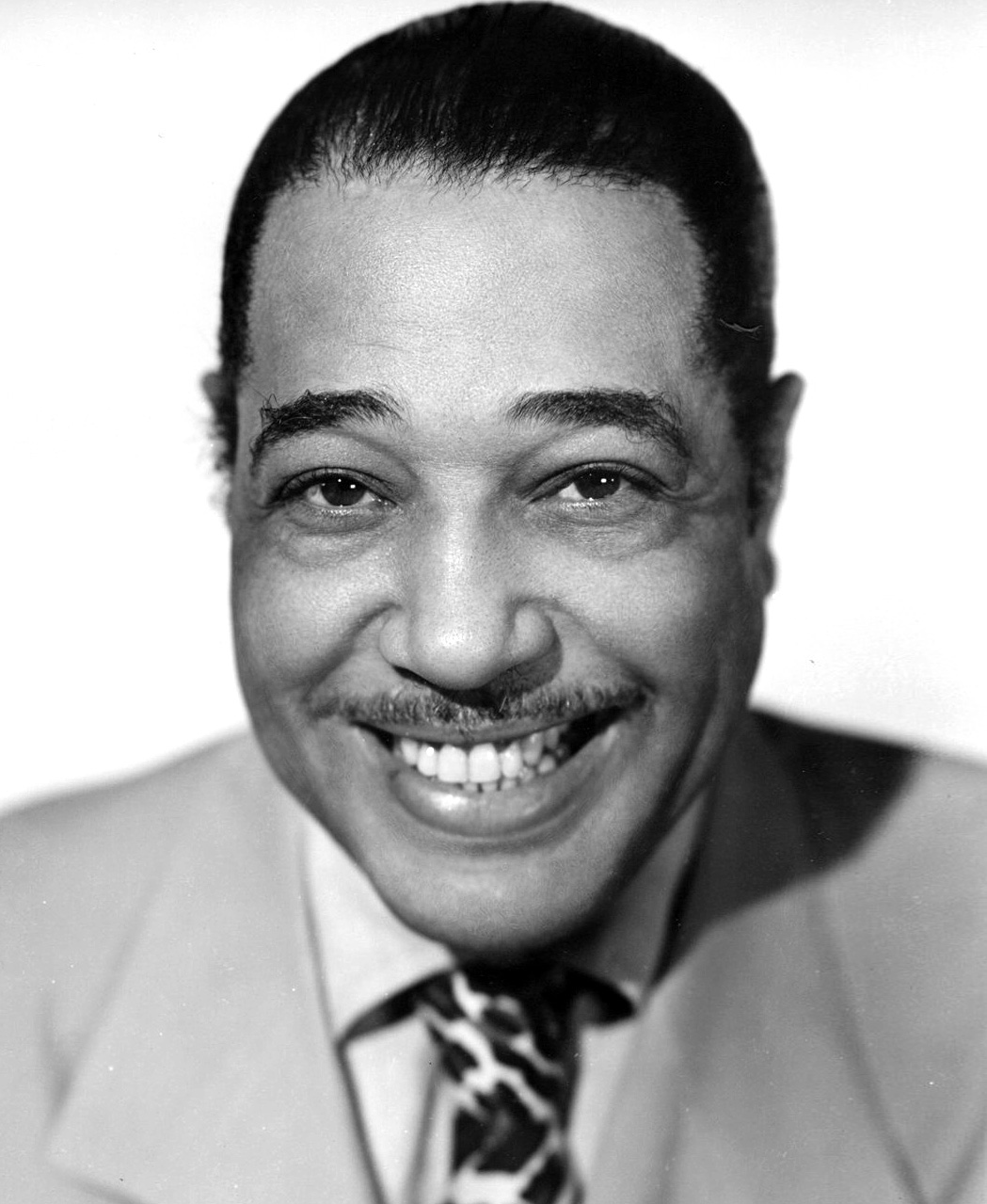
Vers 1940

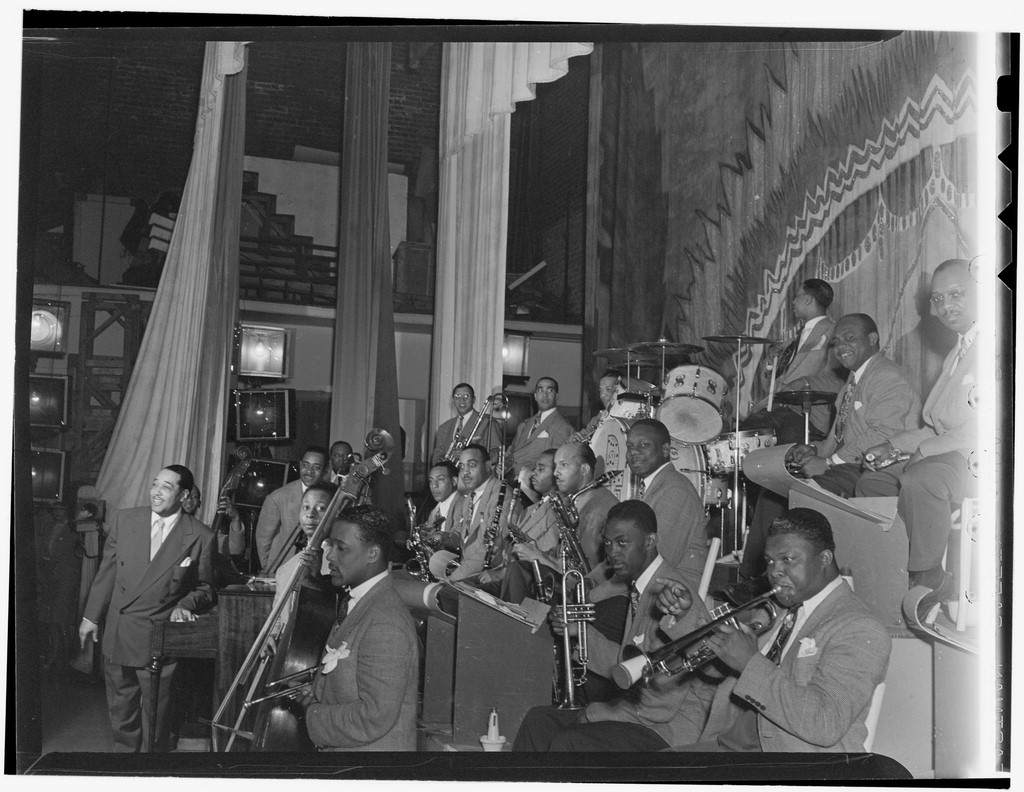
Avec son big band à Washington DC vers 1940

Au club de jazz Hurricane de New York en 1943

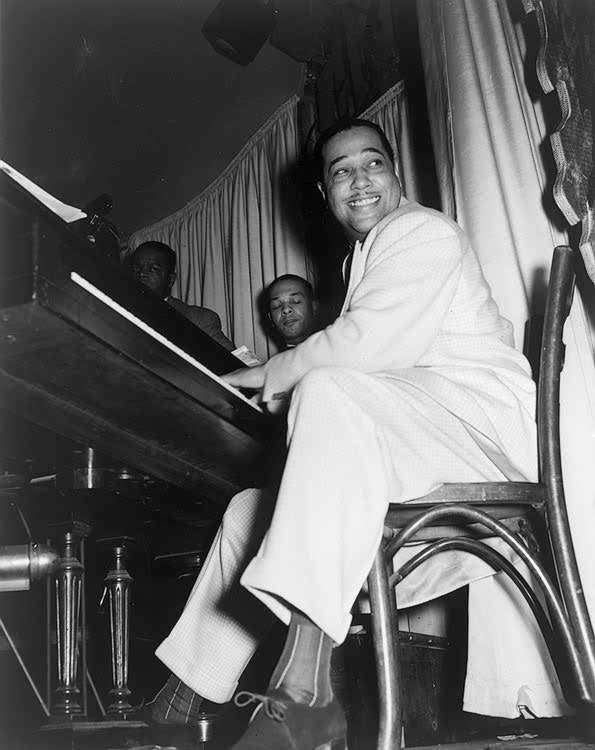
Au club de jazz Hurricane de New York en 1943

Repas à New York en 1943

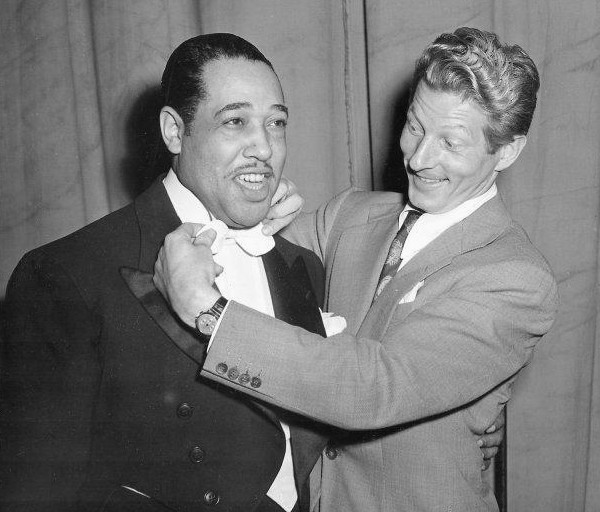
Avec Danny Kaye en 1945

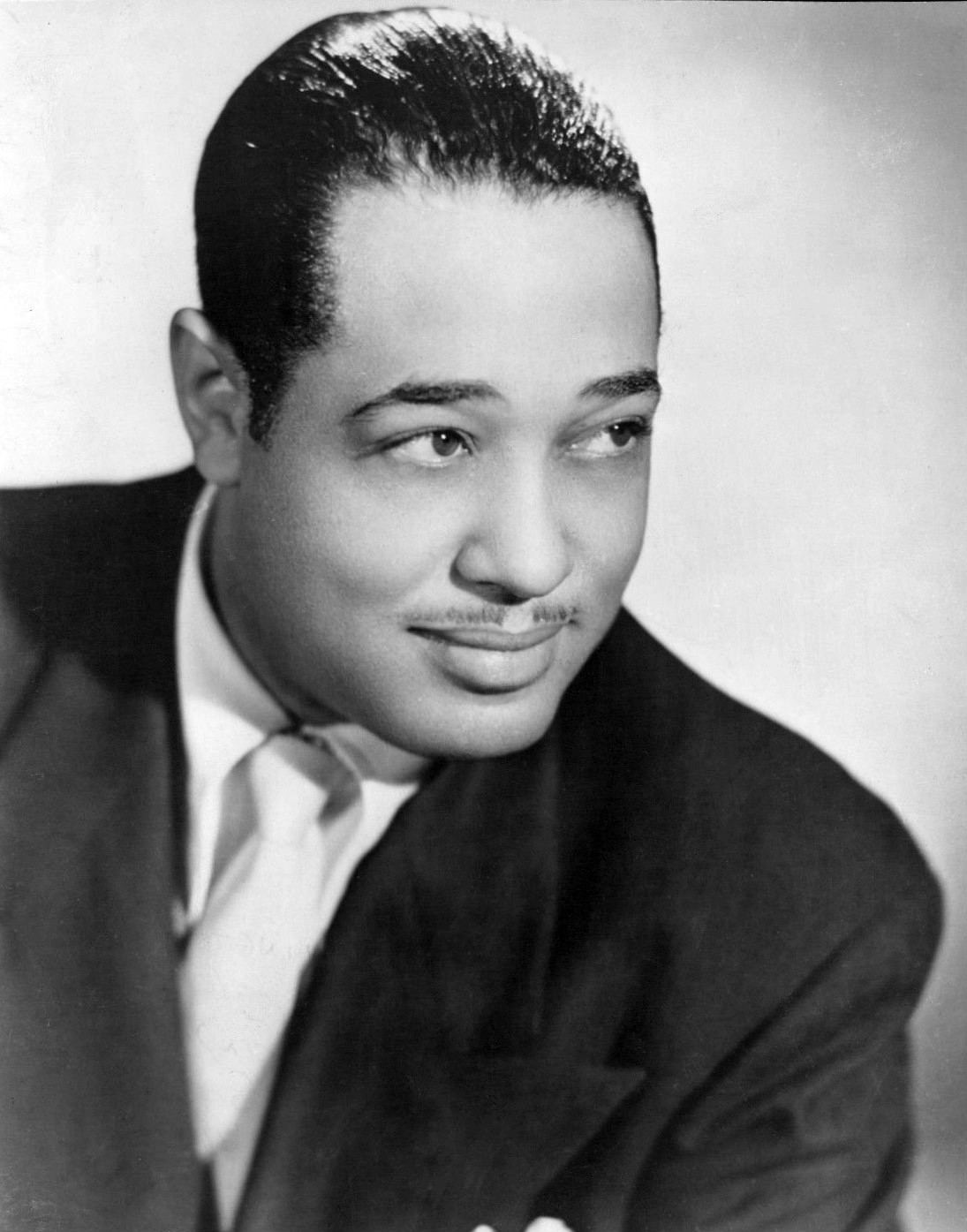
1946

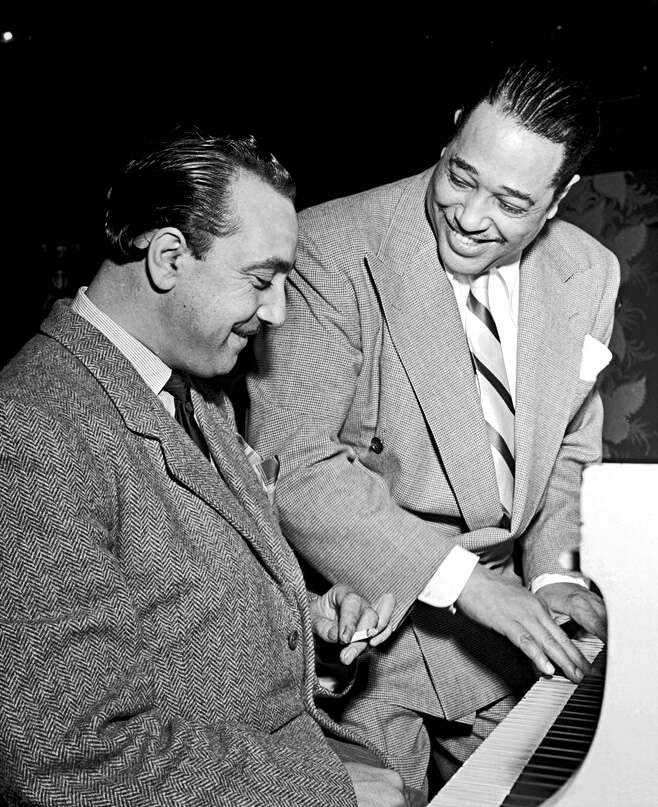
Avec Django Reinhardt au club de jazz Aquarium de New York, en 1946

Duke Ellington est le fils de James Edward Ellington, un majordome, et de Daisy Kennedy Ellington. Avant de s’intéresser à la musique, le jeune Edward est un fanatique de baseball. Cependant, après un fâcheux incident impliquant une batte de baseball et son visage, sa mère, Daisy Kennedy, croit préférable de l’inscrire à des leçons de piano. C’est alors que l’artiste commence, à l’âge de sept ans, une carrière qui va devenir « historique ». Malgré les efforts de son professeur, Mrs. Clinkscales, Edward met un long moment avant de s’investir dans l’art, ses intérêts étant encore sportifs.
Comme il le raconte dans l’une de ses biographies, il se souvient avoir manqué plus de cours de musique qu’il n’en prenait, trop excité à l’idée d’aller jouer avec ses amis de l’autre côté de la rue. Parfois, raconte-t-il, le président Theodore Roosevelt, sur son cheval, venait les regarder jouer, seul, sans aucun garde du corps.
Washington étant sa ville natale, il est vital pour Edward de suivre toutes les parties de son équipe, les Senators, et c’est en se faisant engager comme vendeur au stade qu’il y réussit. « Peanuts, popcorn, chewing gum, candy, cigars, cigarettes and score cards » se souvient-il. Probablement trop absorbé par les matchs, il ne se souvient pas avoir vendu quoi que ce soit. Toutefois, le désir de jouer du piano grandit peu à peu dans son esprit, probablement influencé par ses parents, tous deux pianistes. Son père, James Edward Ellington, est un homme bien implanté dans la société et il apprend très jeune à Edward l’importance d’avoir confiance en soi. Sa mère, plutôt distinguée, lui apprend les bonnes manières. De par son apparence digne et bourgeoise, et ses manières aristocratiques, ses camarades de classe commencent à le surnommer le « Duke », surnom qu’il portera avec grâce et dignité tout au long de sa vie.
L’été 1914, alors qu’il travaille comme vendeur de boissons gazeuses au Poodle Dog Café, il compose sa première pièce, Soda Fountain Rag, aussi connue sous le nom de Poodle Dog Rag. Ne possédant pas encore la maîtrise de l'écriture musicale, Duke compose de mémoire après coup. Son professeur, Mrs. Clinkscales, lui donne les instructions oralement : pour lui c'est une véritable bénédiction et il utilisera grandement cette faculté tout au long de sa vie.
Ellington aime bien se tenir au poolroom (en) où il peut écouter gratuitement, en échange de quelques services, plusieurs musiciens de renom, mais aussi participer activement à des discussions de toutes sortes. Cet endroit lui permet de développer son oreille musicale mais aussi de commencer à jouer en imitant les joueurs de ragtime qui se produisent tous les soirs. Les relations de son père lui permettent d’étudier l’harmonie avec le professeur Henry Lee Grant, et l’écriture ainsi que la lecture musicale à la volée avec le pianiste et chef d’orchestre Oliver « Doc » Perry. Selon Ellington, il n’aurait jamais pu trouver un meilleur professeur que ce monsieur Perry, qui de plus le fait travailler gratuitement. Peu à peu, Duke commence à réaliser que son amour de la musique est loin d’être éphémère et c’est ainsi qu’en 1916, alors qu’il n’est qu’à trois petits mois de son diplôme en arts graphiques, il quitte l’école pour se consacrer entièrement au piano.
Les nombreux voyages à travers les États-Unis faits avec sa mère lui permettent de se produire non seulement à Washington mais aussi à Philadelphie et à Atlantic City, dans le New Jersey. Dans son autobiographie, Music is My Mistress, Duke raconte qu’il comprit très vite qu’il y a toujours une belle fille installée au creux d’un piano lorsque celui-ci est joué avec grâce. « I ain’t been athlete since! », ajoute-t-il.
De 1917 à 1919, Ellington se lance officiellement dans une carrière de musicien. Il travaille en même temps dans la publicité et comme coursier pour la marine américaine. C'est à cette époque qu'il quitte la demeure familiale pour une maison qu’il s’est achetée grâce à quelques économies réalisées lors de concerts, et qu'il amorce la création de son premier groupe jazz, The Duke’s Serenaders. Ce groupe est d’abord formé de camarades de classe et ensuite rejoint par quelques musiciens un peu plus expérimentés, dont Arthur Whetsol à la trompette, Otto « Tobby » Hardwick au saxophone et, bien sûr, son grand compagnon Sonny Greer à la batterie. Ils se produisent aussi en compagnie d’un joueur de banjo local du nom d'Elmer Snowden. Après quelques spectacles promotionnels réalisés à l’école, le groupe donne son premier concert officiel au Reformer's Hall à l’hiver 1917.
Tout au long de sa vie, Duke vouera une très grande admiration à sa mère, à tel point qu’il ne respecte pas tellement les autres femmes. Au printemps 1917, Duke se lie d’amitié avec Edna Thompson, une jolie fille du voisinage, avec qui il se marie le 2 juillet de l’année suivante, et qui donne naissance à leur premier enfant, Mercer Kennedy Ellington, le 11 mars 1919. En 1920, un deuxième enfant meurt hélas durant l’accouchement.
En dépit de la ségrégation, Duke est appelé pour jouer pour des mariages et autres cérémonies de personnes blanches, le conduisant au fur et à mesure à être reconnu et attendu à travers tous les Etats-Unis, autant par les personnes blanches que noires.

### Débuts
Lorsque l’occasion d’aller jouer à New York s’offre à Sonny Greer, Duke décide de laisser temporairement son succès grandissant de Washington pour aller tenter sa chance lui aussi dans la « grosse pomme », plus précisément à Harlem. Le groupe, alors sous la direction de Snowden, commence à travailler au Harlem’s Exclusive Club et Ellington est engagé comme pianiste au Connie’s Inn, tout comme sa femme qui, après son arrivée en compagnie de leur enfant, trouve un emploi comme hôtesse dans le même hôtel.
Vers la fin de l’automne, Snowden et le groupe se separent depuis et, assisté de  Greer en créent un nouveau : The Washingtonians. En juin 1924, Sidney Bechet, saxophoniste de renom, joint le groupe et commence la deuxième tournée en Nouvelle-Angleterre avec eux. Moins de trois mois plus tard, Duke le renvoie après qu’il ne s'est pas présenté à trois concerts. Grâce à Jo Trent, chanteur compositeur interprète, le groupe accompagne plusieurs chanteurs populaires dont Trent lui-même, et  enregistre leur premier disque en tant que Washingtonians. Duke et Trent composent leur premier tube : Pretty Soft for You. Le jeune compositeur offre sept titres majeurs durant cette année-là, dont le populaire Choo Choo.
1925 : le groupe monte en popularité et les tournées sont de plus en plus fréquentes (Pennsylvanie, Nouvelle-Angleterre ainsi que l’ouest de la Virginie). Après deux incendies douteux, le Hollywood Club ouvre ses portes de nouveau mais cette fois sous le nom de Kentucky Club et le groupe s’y installe. En même temps, Greer et Duke forment un duo (Ellington Twins) et accompagnent plusieurs artistes dont la chanteuse Alberta Jones. Le saxophoniste et clarinettiste Prince Robinson est alors recruté par Duke : présent sur de nombreux enregistrements d'Ellington datant du milieu et de la fin des années 1920, Robinson ajoute de la couleur instrumentale au groupe des Washingtonians et augmente les options d'Ellington en matière d'arrangements,,.
1927 est une année déterminante dans la progression d'Ellington et son orchestre. Au début de janvier, WHN, une station radio-jazz, diffuse les spectacles des Washingtonians en direct. En février, Le groupe enregistre pour la première fois avec la compagnie Brunswick, sous le nom des Washingtonians, ce qui leur permet de continuer d’enregistrer avec d’autres compagnies en tant que Duke Ellington and his Kentucky Club Orchestra. De plus, Ellington s’associe avec Irving Mills et lui donne l’exclusivité sur toutes les publications de ses compositions. Cette association permet au jeune compositeur de garder le contrôle sur le groupe et sur son talent de compositeur. Mills propulsera Duke et son orchestre vers un sommet de popularité avec des contrats dans les plus grandes maisons de disques dont Columbia, Victor, Brunswick.
Vers la fin novembre, le jeune artiste et son groupe auditionnent et sont engagés pour jouer au Cotton Club, le cabaret le plus en vogue en matière de  jazz à New York. Ils jouent pour la première fois le 4 décembre de la même année.
Pendant que sa carrière prend son envol, son mariage dégringole. Duke se sépare d’Edna après qu’elle lui a coupé le visage avec une lame de rasoir durant une de leurs nombreuses  disputes. Elle l’accuse de fréquenter plusieurs autres femmes.
Dès 1924, la couleur orchestrale doit beaucoup à Bubber Miley, un trompettiste chevronné qui approfondira le « feeling » musical du groupe, avec sa sonorité « growl » et son jeu avec sourdine wa-wa (un plunger en caoutchouc), fondateur du style « jungle ». Coauteur avec Duke des grands succès du moment East Saint-Louis Toddle -o, Black and Tan Fantasy, Black Beauty, il quitte l'orchestre pour problèmes de santé. Atteint de tuberculose, il meurt en 1932. Il sera remplacé début 1929 par Charles « Cootie » Williams qui deviendra le spécialiste du growl.
Plus les années passent et plus le Cotton Club devient le lieu de prédilection pour les grands artistes de l’époque : Al Jolson, Ruby Keeler et même Maurice Chevalier, avec qui Ellington joue pour une tournée de deux semaines. En 1930, Duke apparaît dans le premier d’une impressionnante liste de film Black and Tan, où il joue le personnage principal : « Duke ».
En 1931, Ellington et son orchestre quittent le Cotton Club et commencent une longue tournée de 18 semaines à travers les États-Unis. Après un arrêt à Chicago, il engage une jeune femme du nom de Ivie Anderson qui fera le reste de la tournée avec eux. Peu de temps après, elle commence une carrière de chanteuse pour le Duke avec It Don’t Mean a Thing (If It Ain’t Got that Swing).

### Les années 1930
Les ventes de disques se ressentent grandement des problèmes économiques qui sévissent dans le  pays, mais Duke et ses musiciens survivent, en grande partie grâce à la radio, qui continue de lui assurer une vaste audience. À la suite des années glorieuses au Cotton Club et au Kentucky club, Duke et son orchestre entrent dans une période (1932-1939) de recherche et de maturation harmonique et rythmique. En effet, il s'essaie à de nouvelles formules comme le concerto, et utilise de plus en plus des rythmes latino-jazz comme sur Moonlight Fiesta, ou orientaux comme dans le célèbre Caravan. En 1933, Ellington entame une tournée en Angleterre, qui lui vaut désormais la reconnaissance internationale. Le 16 mars 1934, il est invité, avec son orchestre, à jouer pour la cérémonie des Academy Awards. Par la suite, les tournées se succèdent et Duke continue d’apparaître dans plusieurs films à Hollywood dont Murder at the Vanities aux studios Paramount.
En 1935, Duke compose Reminiscing in Tempo une longue suite en quatre parties, à la mémoire de sa mère qu'il vient de perdre ; Wellman Braud le contrebassiste dont le jeu slap est plus proche du  style New Orleans que des nouveaux rythmes du jazz swing, est remplacé par Billy Taylor. En février 1936, Duke compose ses premiers concertos jazz ; l'un pour Cootie Williams Echoes for Harlem, l'autre pour Barney Bigard Clarinet Lament ; suivront en juillet Trumpet in Spades pour Rex Stewart, et Yearning for Love pour Lawrence Brown. Peu importent les courants, Duke ne se laisse pas influencer et poursuit brillamment, avec une sonorité de plus en plus dense et recherchée ; il ne s’arrête pas à ces différents styles : « Il n'existe que deux sortes de musique : la bonne et l'autre. »
Entre quelques visites dans sa ville natale, Ellington compose, le 17 juillet 1936, It Was a Sad Night in Harlem, en référence à son ami boxeur, Joe Louis, qui avait perdu son combat le mois précédent. À la fin 1936, Duke, pour mettre en valeur ses solistes les plus ellingtoniens, les lance en petites formations, Duke devenant simple accompagnateur au piano ; ainsi apparaitront Rex Stewart and the 52nd Street Stompers, Cootie Williams and His Rug Cutters, Barney Bigard and His Jazzopaters et Johnny Hodges and His Orchestra. Début 1937, l'orchestre apparait dans le film des Marx Brothers Un jour aux courses produit par les studios MGM.
Rencontre décisive en décembre 1938, Billy Strayhorn jeune compositeur et pianiste armé d'une solide formation classique, propose à Duke des paroles de chansons ; ce dernier accepte et enregistre Something to Live for en mars 1939 ; il intègre l'orchestre à l'automne comme arrangeur et second pianiste ; ce sera le début d'une collaboration musicale féconde de près de 30 ans qui entrainera l'orchestre dans une quête permanente de l'inventivité musicale et de l'audace sonore.
À l'occasion de ses 40 ans, Duke fait une grande tournée européenne où il triomphe à chacun de ses concerts. À Paris, il rencontre Django Reinhardt. Rex Stewart et Barney Bigard enregistrent quelques faces dans les studios swing supervisés par Hugues Panassié ; cette décennie verra naitre nombre de succès et standards depuis Mood Indigo en 1930, Rockin' in Rhythm en 1931, It Don’t Mean a Thing (If It Ain’t Got that Swing) en 1932, Sophisticated Lady en 1933, Solitude en 1934, In a Sentimental Mood en 1935, Caravan en 1937 composition du tromboniste Juan Tizol,  I Let A Song Go Out Of My Heart en 1938, suivis de Portrait of the Lion et Serenade to Sweden, en 1939.

### Les années 1940: l'âge d'or
Fruit de ces longues années exploratoires, l’orchestre de Duke atteint en cette année 1940 un idéal esthétique encore jamais atteint .  Mi-février, il engage le saxophoniste ténor Ben Webster disciple de Coleman Hawkins, pour enrichir la section des anches aux côtés de Johnny Hodges, Harry Carney et Barney Bigard. Fin février, il  re-signe après neuf ans passés chez Columbia et Brunswick entre autres, avec  Victor un  nouveau contrat exclusif.
Débute le 6 mars une série de sessions studio où  le Blanton - Webster Band enchaine les succès : 
Cotton Tail, Mainstem, Ko-Ko, Jack the Bear, Concerto for Cootie, In a Mellotone, Warm Valley, Harlem Airshaft, All Too Soon, Sepia Panorama, Rumpus in Richmond, Never No Lament, Bojangles, Across the Track Blues, Perdido, Conga Brava, Just a Settin and a Rockin, Blue Serge, Raincheck, C Jam Blues, Sidewalks of New York en sont quelques exemples. L'orchestre possède désormais une unité et un niveau d'intégration entre les différentes sections très élevé. 
Le 2 novembre 1940, le trompettiste vedette Cootie Williams spécialiste du growl quitte Duke pour rejoindre le sextette de Benny Goodman et ensuite former son propre big band. Il est remplacé par le trompettiste chanteur Ray Nance qui joue aussi du violon comme sur le titre Bakiff. Le 7 novembre, deux étudiants Jack Towers et Dick Burris enregistrent sur le vif avec un matériel électro-portatif le concert que donne l'orchestre au Crystal Ballroom de Fargo dans le Dakota du Nord Take the A-Train, composé au début 1941 par Strayhorn connaît un grand succès et devient l'indicatif de l'orchestre. Cette même année, Duke écrit, sur des paroles de Paul Webster, la musique d'une comédie musicale au message social progressiste adressé au « peuple noir » : Jump for Joy est créé le 10 juillet au Mayan Theatre de Los Angeles et la chanson-titre  donnera lieu à deux versions 78 tours : l'une chantée par Herb Jeffries, et l'autre par Ivie Anderson. Un conflit entre les stations de radio et l'ASCAP bannit des ondes tous les morceaux déposés par Duke antérieurement. Il n'a d'autre choix que de renouveler son répertoire pour assurer sa présence sur les radios. À la fin 1941, Jimmy Blanton contrebassiste des plus novateurs sur son instrument tombe malade et doit quitter l'orchestre. Il est remplacé par Junior Raglin.
L’objectif à long terme d'Ellington était d’élargir la forme « 3 minutes » des pièces jazz de l’époque. Duke et Billy Strayhorn  composent leur première suite orchestrale de longue durée [environ 45 minutes] : Black, Brown and Beige ; elle raconte l’histoire du peuple afro-américain dans son évolution et son intégration dans la société américaine, et sera jouée pour la première fois à Carnegie Hall le 23 janvier 1943. Toutefois, ces longues compositions n’eurent pas un énorme succès comme en témoigne Jump for Joy qui ne fut joué qu’une centaine de fois.
Après le départ de sa choriste Ivie Anderson en 1942, plusieurs chanteuses se succèdent : Betty Roche, Kay Davis, Marie Ellington, Joya Sherrill et Dolores Parker. En mai 1943 est engagé le virtuose de la clarinette Jimmy Hamilton pour qui Duke écrira  Air conditioned jungle et Flippant Flurry. Brève apparition de l'orchestre dans le film Cabin in the Sky de Vincente Minnelli sur le hit Things Ain't What They Used to Be.
La grève du syndicat des musiciens l'AFM, qui stoppe tout enregistrement studio pendant deux ans et demi, amène l'orchestre à multiplier les engagements dans les clubs et les hôtels notamment au Hurricane Club. En mai 1944, le saxophoniste ténor Al Sears mis en valeur dans Hiawatha, a la rude tâche de faire oublier Ben Webster ; novembre 1944, nouvelle recrue conséquente, le trompettiste stratosphérique Cat Anderson ; en ce début 1945, Duke décide pour donner plus d'éclat et de puissance à l'orchestre, d'étendre la section de trompettes  à cinq  puis à six musiciens ; lors du concert du 17 janvier 1945 au Philharmonic Auditorium de Los Angeles organisé par la revue de jazz Esquire, l'orchestre accompagne Billie Holiday et Le 7 avril 1945 en direct à la radio, il présente sa nouvelle suite d'orchestre : The Perfume Suite, hymne au charme féminin. Suit un engagement au club Zanzibar. Le 20 juillet, lors d'une tournée, le tromboniste Joe Nanton dont le nom restera attaché au style « jungle » des débuts, conjointement avec Bubber Miley, succombe à une crise cardiaque.
L'arrivée en janvier 1946 du contrebassiste Oscar Pettiford apporte un nouveau souffle à la section rythmique ; c'est à cette période que la pianiste Mary Lou Williams apporte quelques arrangements à Duke, dont le brillant Trumpets No End, un jazz-concerto pour trompettes. À l'automne, il signe un contrat de trois mois avec Musicraft et enregistre 13 faces qui consacrent le génie du Duke compositeur et orchestrateur : Beautiful indians, Trumpets No End, Jam a Ditty, Happy Go Lucky Local, Overture to a Jam Session, Flippant Flurry, Magenta Haze, Sultry Sunset, Golden Feather.
Le 10 novembre, il donne au Civic Opera House de Chicago un concert mémorable avec un invité de marque : le guitariste Django Reinhardt. Le 23 novembre, il joue à Carnegie Hall The Deep South Suite.
Fin 1946, il compose la musique de la comédie musicale, Beggar's Holiday, sur un livret de Dale Wasserman (en) (L'Homme de La Mancha, Vol au-dessus d'un nid de coucou, etc.).
L'année suivante, il signe un contrat de longue durée avec Columbia et à l'occasion du centenaire de la création du Liberia, il compose la Liberian Suite. Fin 1948, année privée d'enregistrements par suite d'une nouvelle grève du syndicat. Sa  nouvelle suite orchestrale, The Tattooed Bride, est jouée le 13 novembre à Carnegie Hall avec un saxophone alto et, à la suite du bref retour de Ben Webster deux saxophones ténors.
Comme pour tous les  Big Bands de la Swing Era, l'émergence du bebop plonge l'orchestre, en cette fin de décennie, dans un oubli relatif. Travailleur infatigable, Duke investit de nouveaux horizons sonores en évoluant de l'expressionnisme « jungle » vers un univers plus intériorisé et engagé ; sur le plan esthétique, la volonté de faire éclater le cadre formel traditionnel du jazz vers la grande forme symphonique s'affirme, au-delà du happening  expérimental ou du brillant  exercice de style, comme l'aspiration profonde et lucide d'un créateur universel décidé à faire du jazz, un genre majeur de la musique du XXe siècle.

### Les années Columbia: la renaissance
De 1947 à 1950, il fait plusieurs tournées dont une européenne où le groupe joue 74 spectacles en 77 soirs. En 1948, il donne un concert à Paris, à la salle Pleyel sans son orchestre qui était retenu à Londres par les lois syndicales  et un concert au Club Saint -Germain où il remporte un immense succès  L'année 1951 apparaît pour l'orchestre comme un nouveau départ, après les années 1940 archétypes du middle jazz. L’orchestre d’Ellington enregistre le départ de Sonny Greer, Lawrence Brown et Johnny Hodges qui veulent évoluer en solo mais voit arriver Clark Terry, Willie Smith, Willie Cook, Paul Gonsalves, Louie Bellson et le retour de Juan Tizol le compositeur de Caravan et Perdido . Malgré tout, Duke continue de faire plusieurs apparitions dans différentes émissions télévisées.
Une interprétation fleuve et passionnée de Paul Gonsalves sur Diminuendo and Crescendo in Blue liée à une légère désaffection du public pour le bebop, il n'en faut pas plus pour relancer la carrière de Duke Ellington et lui restituer les faveurs du public. Son succès au festival de Jazz de Newport, en 1956, s'inscrit, au milieu des années 1950 dans un mouvement de middle jazz revival qui ne sera pas étranger non plus à la renaissance de l'orchestre de Count Basie de même que le retour de Johnny Hodges, après cinq ans d'absence, en sa qualité de pièce maîtresse dans la section des anches et de grand pourvoyeur de chorus et solos. . Un mois plus tard, Duke écrit avec Billy Strayhorn la suite shakespearienne, Such Sweet Thunder suivie en septembre de la suite A Drum Is a Woman.
En 1957, un nouveau contrat avec Columbia Records lui permet d’enregistrer le disque Ellington at Newport, qui connaît un gros succès commercial. Il s’associe avec la maison pour six ans, ainsi qu’avec Irving Townsend (en), qui s’occupera du côté commercial mais aussi artistique.
En 1958, une tournée européenne est encensée par la critique. En 1959, Ella Fitzgerald enregistre plusieurs chansons avec Ellington et son orchestre, ce qui vaut au Duke de figurer au Great Americain Songbook. Par la suite, il joue avec plusieurs grands noms dans le domaine de la musique : Count Basie, Frank Sinatra, Coleman Hawkins, Charlie Mingus, Louis Armstrong, Max Roach et John Coltrane. Entre-temps, il compose la musique du film d'Otto Preminger, Anatomy of a Murder.
1960 marque le début des adaptations, pour son orchestre, d'œuvres de musique classique, avec Peer Gynt d'après Edward Grieg et Casse-noisette d'après Tchaïkovski, puis il compose son premier concert de musique sacrée. Après trois représentations en 1967, 1968 et 1973, Duke déclare qu’il s’agit de sa période de composition la plus importante, en raison du sérieux et de l’affection qu’il accorde à la religion : « J'ai eu trois éducations : la rue, l'école, la Bible ; c'est finalement la Bible qui compte le plus. C'est l'unique livre que nous devrions posséder. » Ses compositions sont maintenant devenues des standards de la musique et Ellington est plusieurs fois récompensé pour son travail colossal.
Le 24 mai 1974, un mois après son 75e anniversaire, Duke succombe à un cancer du poumon et à une pneumonie. Plus de 12 000 personnes assistent à ses funérailles, dont Ella Fitzgerald qui dit quelques mots : « It's a very sad day. A genius has passed ! » Son fils Mercer Ellington, reprend immédiatement la direction de l’orchestre et le dirigera jusqu'à sa mort, en 1996, date à laquelle il sera remplacé par son propre fils, Paul Ellington, puis par Barry Lee Hall, Jr.
Franc-maçon, Duke Ellington a été initié dans la Loge Social Lodge N. 1 de l'Obédience Prince Hall à Washington DC .

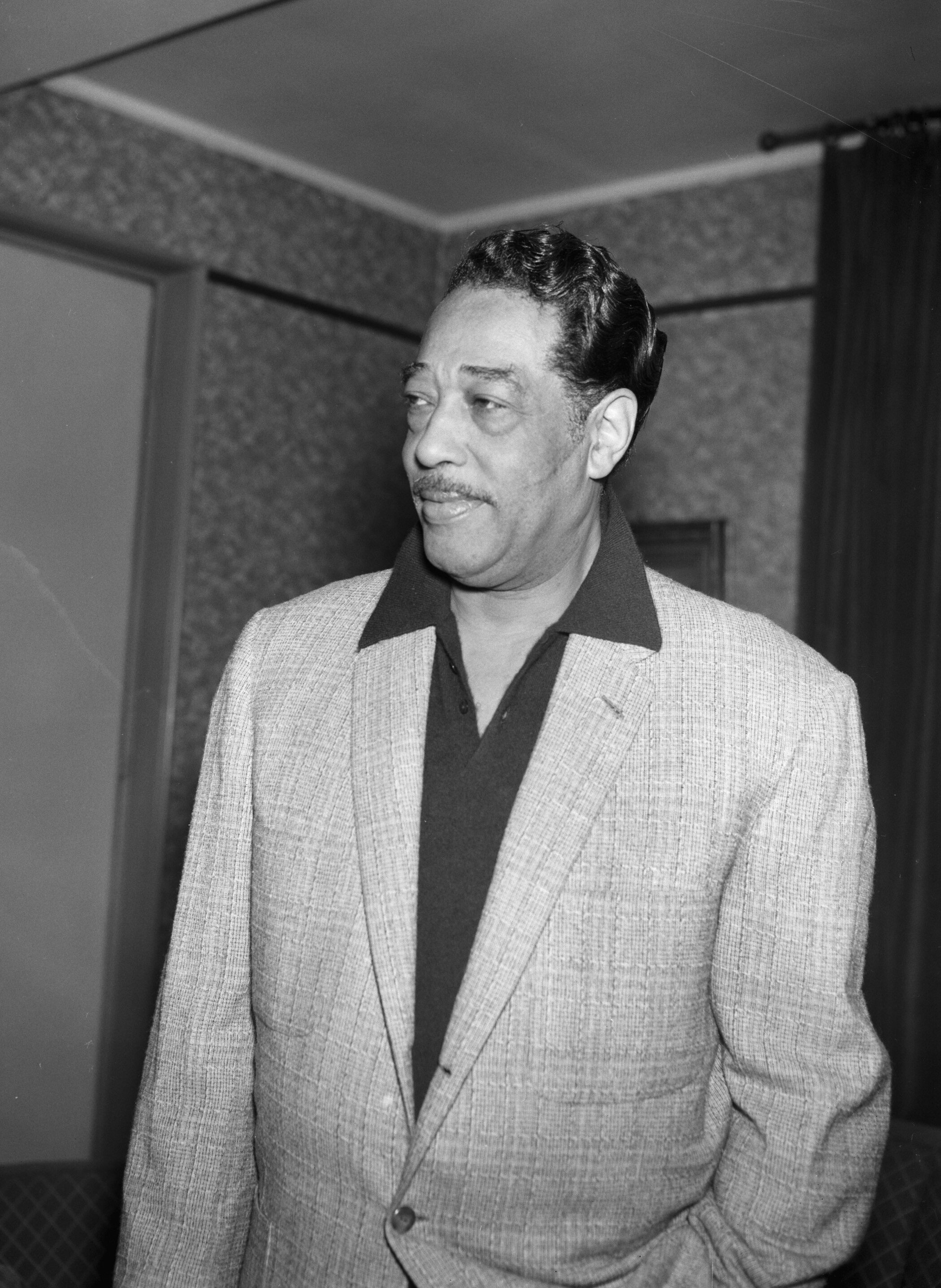
1959 au Amstel Hotel d'Amsterdam  aux Pays-Bas.
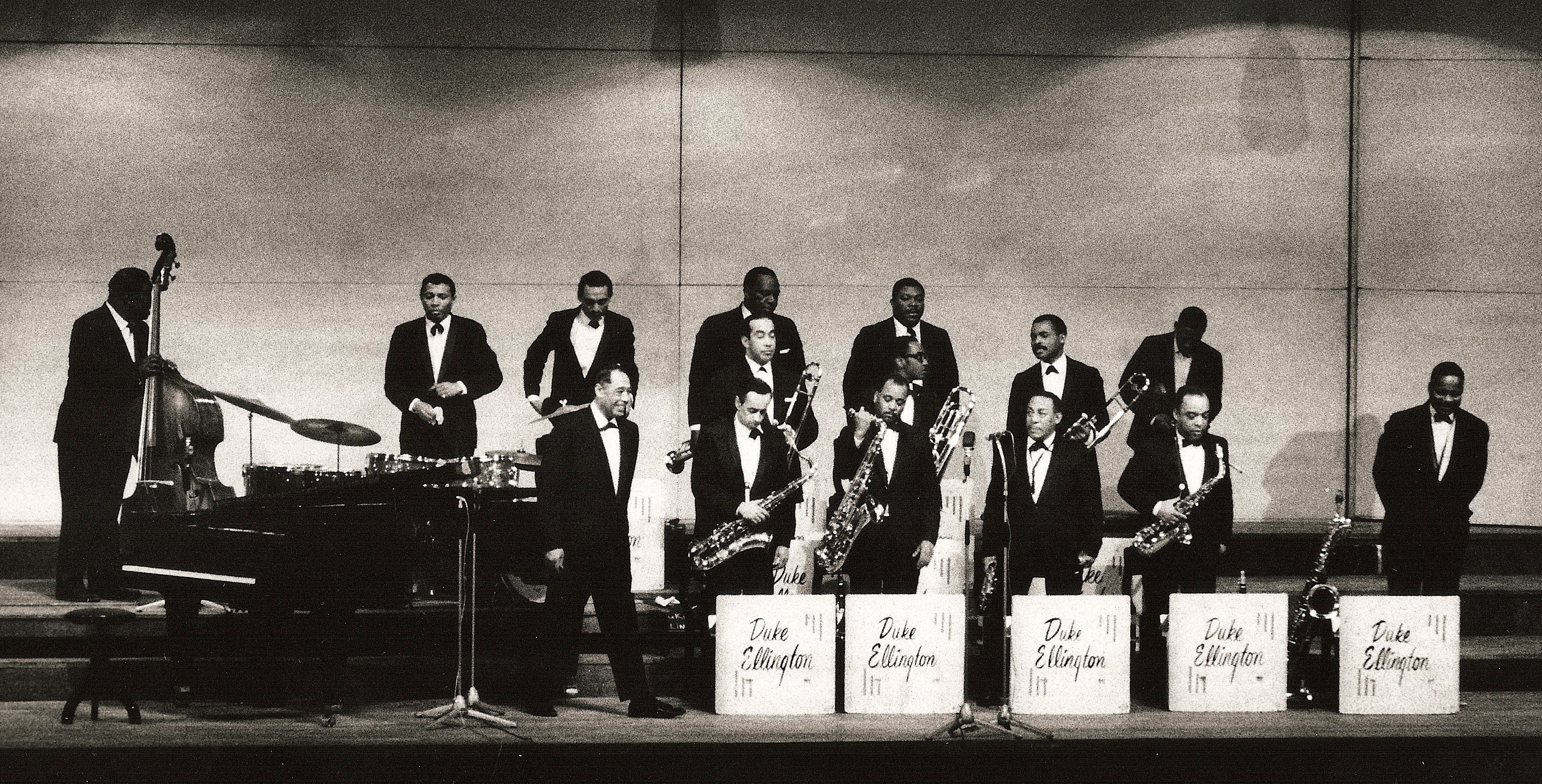
Avec son big band à Munich en 1963.
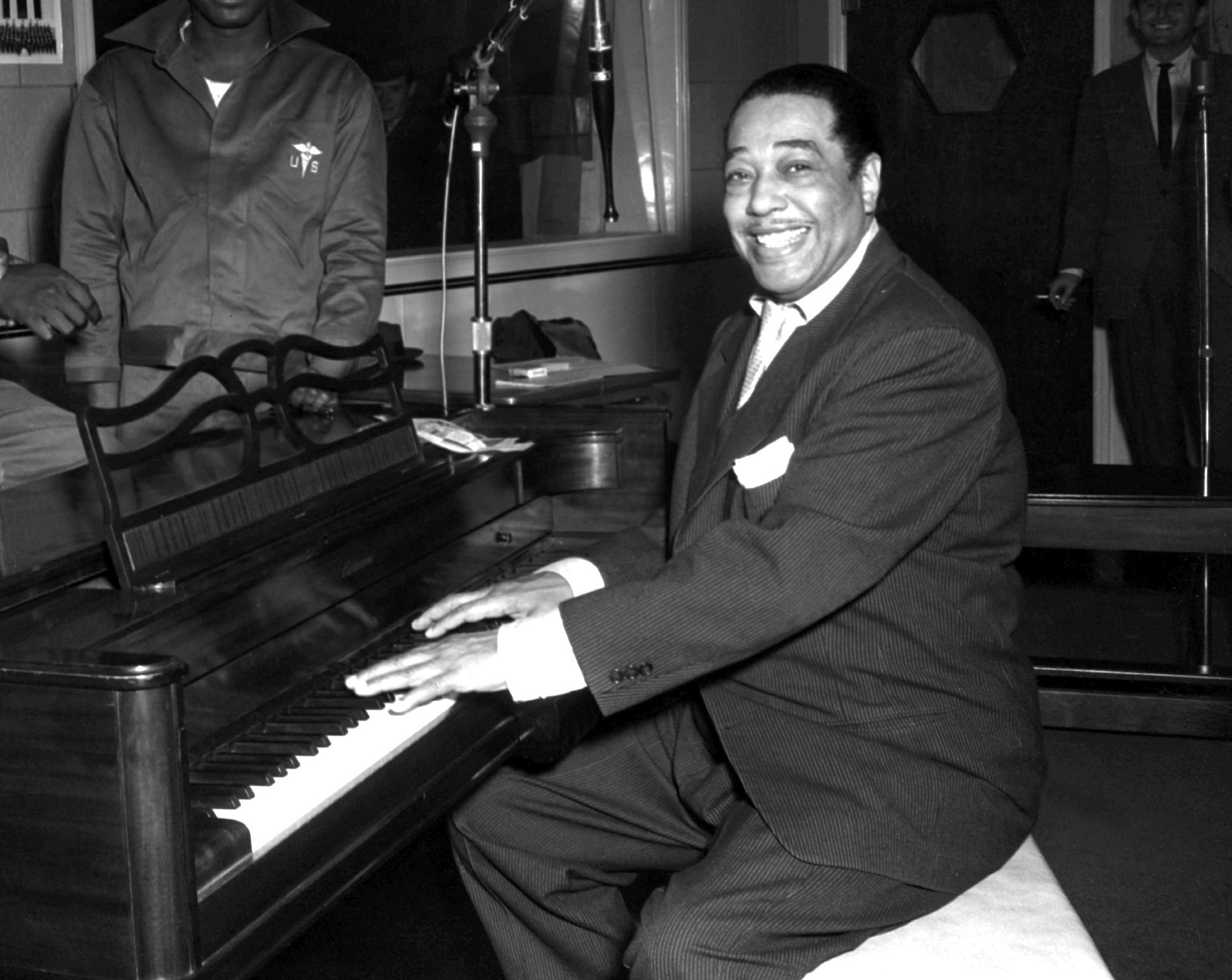
en 1954.
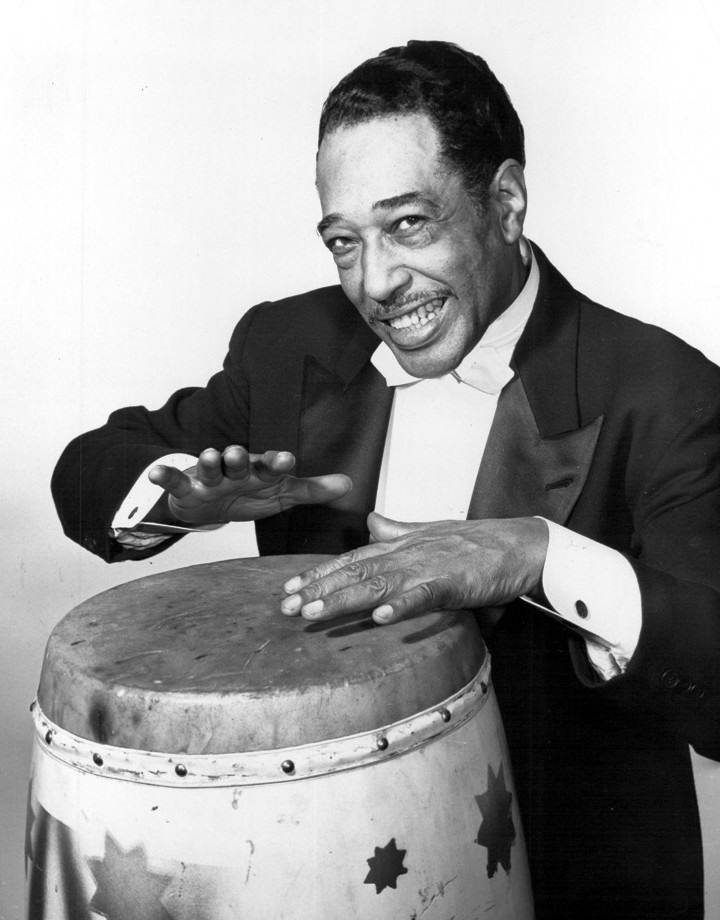
en 1957.

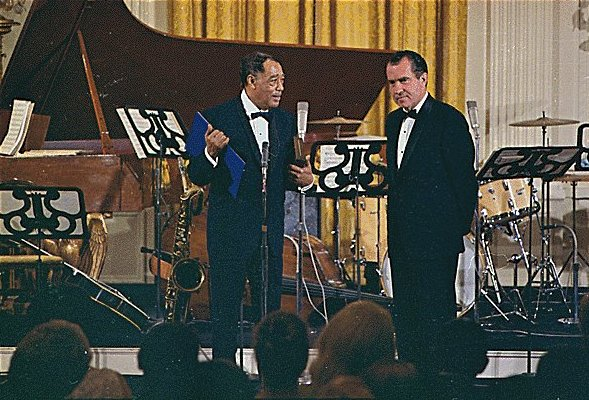
Remise de la Médaille présidentielle de la Liberté en 1969 par le Président des États-Unis Richard Nixon.
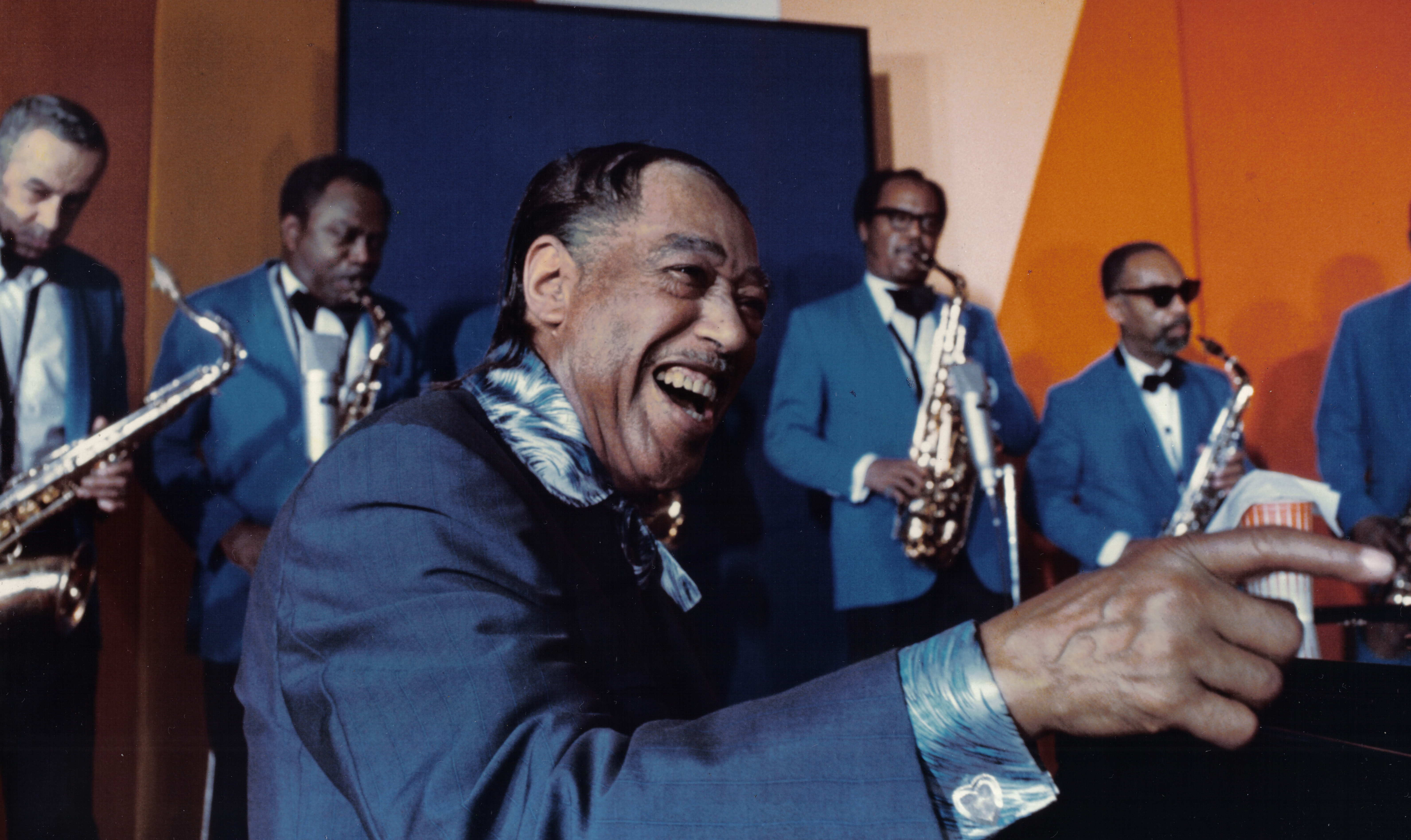
1971 dans L'Aventure du jazz de Louis Panassié.
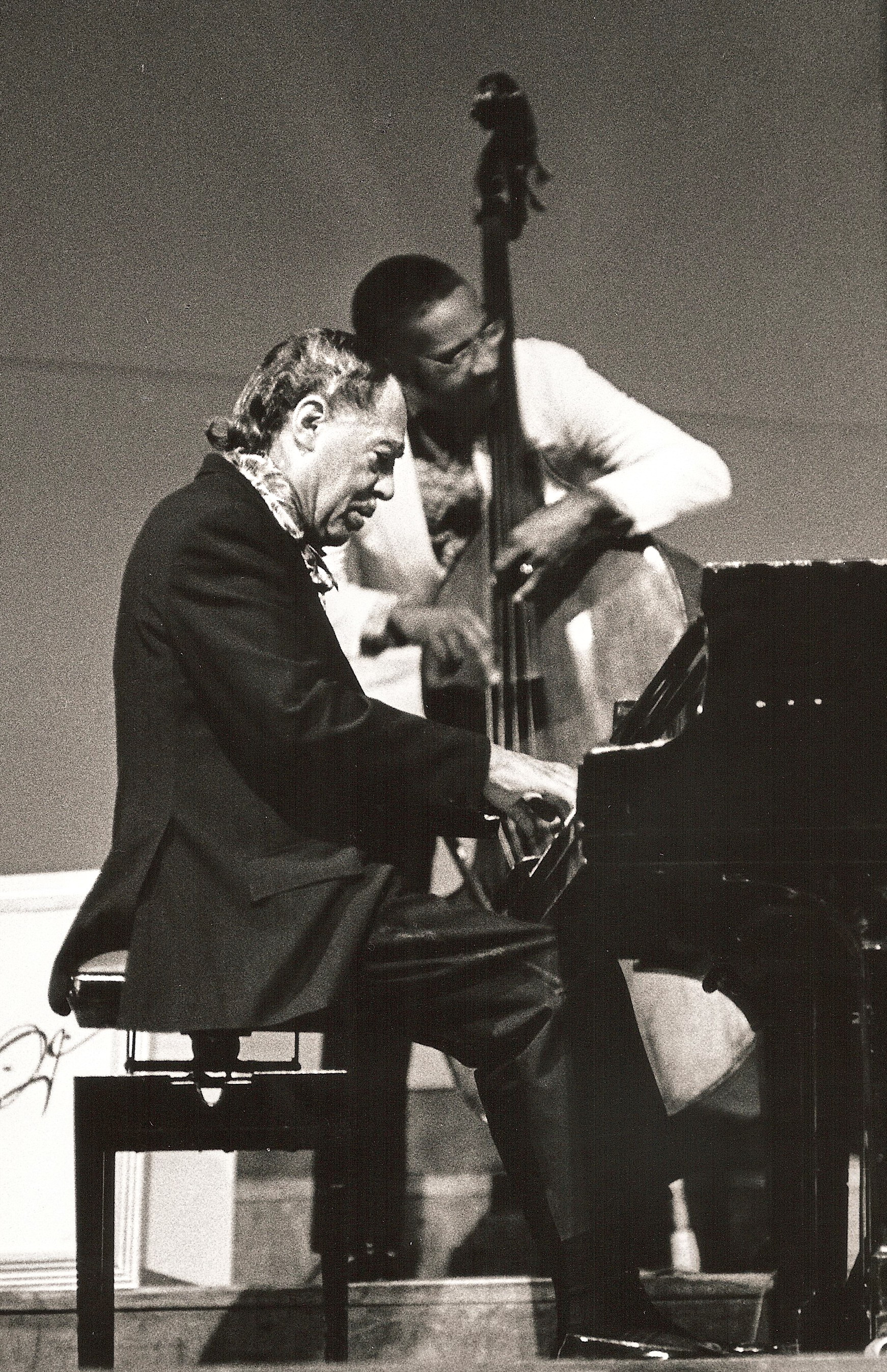
1973 à Munich.

### Synesthésie
Sa synesthésie sons-couleurs influençait sa musique.

## Discographie
Duke Ellington a enregistré une grande quantité de disques. Le tableau ci-dessous regroupe quelques-uns de ses plus grands succès.
| Enregistrement | Nom de l'album                       | Label             |
| -------------- | ------------------------------------ | ----------------- |
| 1950           | Masterpieces by Ellington (en)       | Sony Music        |
| 1953           | Ellington Uptown                     | Sony Music        |
| 1956           | Ellington at Newport'                | Columbia Records  |
| 1958           | Black, Brown and Beige               | Columbia Records  |
| 1958           | Newport 1958                         | Mosaic            |
| 1960           | Duke Ellington: Three Suites         | Columbia Records  |
| 1962           | Money Jungle                         | Blue Note Records |
| 1962           | Duke Ellington Meets Coleman Hawkins | Impulse!          |
| 1962           | Duke Ellington and John Coltrane     | Impulse!          |
| 1966           | Sacred Music                         | Status            |
| 1967           | ...And His Mother Called Him Bill    | Bluebird RCA      |

## Filmographie
- 1929 :   Black and Tan de Dudley Murphy
- 1930 :   Check and Double Check
- 1933 :   A Bundle of Blues
- 1934 :   Rythmes d'amour (Murder at the Vanities) de Mitchell Leisen
- 1934 :   Belle of the Nineties
- 1935 :   Symphony in Black (Oscar du meilleur court métrage musical) / Great Jazz Bands of the 30's
- 1937 : Un jour aux courses (A Day at the Races) de Sam Wood
- 1938 :   Jazz and Jive
- 1941 :   Cotton Tail, clip de Joseph Berne
- 1942 :   Jam Session, clip de Joseph Berne sur C Jam Blues
- 1943 :   Un petit coin aux cieux (Cabin in the Sky) de Vincente Minnelli et Busby Berkeley
- 1943 : Reveille with Beverly de Charles Barton
- 1944 :   Norman Granz Presents : Improvisation - Charlie Parker, Ella Fitzgerald and More
- 1955 :   Masquerade Party / Jazz Festival / Rock 'N Roll Revue
- 1947 :   Date with Duke
- 1956 :   Jazz Ball
- 1958 :   Timex All-Star Jazz Show
- 1959 :   Autopsie d'un meurtre (Anatomy of a Murder) d'Otto Preminger
- 1961 :   Jazz Concert 1 : Louis Armstrong & Duke Ellington
- 1962 :   Newport Jazz Festival / Goodyear Jazz Concert with Duke Ellington
- 1964 :   Duke Ellington : Montréal 1964
- 1965 :   Harold Arlen : An All-Star Tribute
- 1966 :   Ella Fitzgerald in Concert
- 1971 :   Duke Ellington : Live at the Tivoli Gardens / The Lou Rawls Show with Duke Ellington
- 1972 :   All-Star Swing Festival

## Distinctions
Duke Ellington est lauréat de treize Grammy Awards de 1959 à 2000, dont neuf lui furent décernés de son vivant.
En 1959, la musique composée pour le film d’Otto Preminger, Autopsie d'un meurtre, rafla trois prix : celui de la meilleure bande sonore, celui du meilleur disque de l’année, et celui de la meilleure interprétation d’un orchestre de danse. En 1965 (New Orleans Suite), 1967 (Far East Suite) et 1968 (And His Mother Called Him Bill) il remporte le prix de la meilleure interprétation  par un grand ensemble de jazz.  En 1966, il avait également été lauréat de la meilleure composition de jazz originale avec In the Beginning God. New Orleans Suite (1971), Toga Brava Suite (1972), The Ellington Suites (1976) lui valent le prix de la meilleure interprétation  d’un grand orchestre de jazz. Duke Ellington at Fargo est couronné meilleure interprétation  musicale d’un grand orchestre en 1979. En 1999, The Duke Ellington Centennial Edition - RCA Victor Recordings (1927-1973) reçoit le prix dans la catégorie « Album historique ».

## Hommages

### Musique

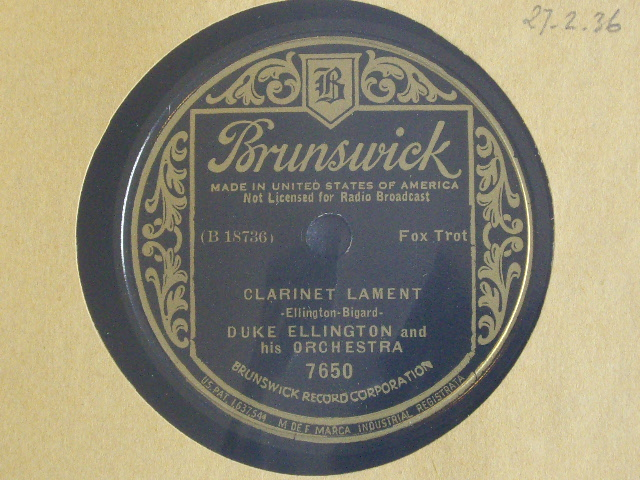
Clarinet Lament Concerto pour Barney Bigard

De son vivant et après sa mort, Ellington fut l’objet de nombreux témoignages d’admiration de la part de ses pairs. En 1945, Mary Lou Williams lui dédia Taurus, un extrait de sa Zodiac Suite. En 1954, Dave Brubeck lui dédicaçait The Duke (1954) ; le morceau devint un standard repris par d’autres musiciens notamment Miles Davis en 1957 dans Miles Ahead. Lors de ses concerts, Tony Bennett prit l’habitude de modifier les paroles de Lullaby of Broadway (composé en 1935 par Harry Waren sur des paroles de Al Dubin) pour chanter « You rock-a-bye your baby 'round / to Ellington or Basie » (« Tu fais danser ta p'tite amie / Sur Ellington ou bien Basie ») en hommage aux deux géants du jazz. En 1959, Charles Mingus enregistra son Open Letter to Duke (« Lettre ouverte à Duke ») dans  Mingus ah um.
La mort de Duke Ellington en 1974 affecta profondément le monde musical. Un mois plus tard, Miles Davis créait un morceau de plus de trente minutes, sorte de marche funèbre à la mémoire d’Ellington : He Loved Him Madly qu’il enregistra pour l’album Get Up With It au mois de juin. La même année, l’orchestre Steely Dan enregistra une version fidèle à la note près d’un des premiers standards d’Ellington, East St. Louis Toodle-oo pour l’album Pretzel Logic, en utilisant des guitares « slide » adaptées pour recréer le son particulier (jungle sound) des cors qui jouent dans la version originale. En 1975 Judy Collins écrivit et enregistra Song For Duke dans son album Judith. En 1976 Stevie Wonder écrivit Sir Duke dans lequel il chantait les 
[…] pionniers de la musique 

Que le temps ne nous laissera pas oublier 

[…] Basie, Miller, Satchmo,

Et le roi de tous, monsieur Duke 

Et une voix comme celle d’Ella.
Dans les années 1980, de nouveaux artistes rendirent hommage au musicien disparu. En 1985, dans son titre La Boîte de Jazz, composé comme un hommage aux grands jazzmen américains, le chanteur français Michel Jonasz mentionne le nom de Duke Ellington. La chanteuse sud-africaine Sathima Bea Benjamin composa Gift of Love à la mémoire de Duke Ellington ; le morceau figure sur son album Love Light, commercialisé en 1987. En 1988, le Modern Jazz Quartet enregistra For Ellington, avec deux morceaux originaux, dont le morceau éponyme de l’album. Le pianiste Jean-Michel Pilc lui rend hommage sur son album What Is This Thing Called?, sorti en 2015.
George Shearing reprit le morceau de Brubeck The Duke en 1992 dans I Hear a Rhapsody : Live at the Blue Note.

### Témoignages
Gunther Schuller : 

Son appartement du 935 Saint Nicholas Avenue de Manhattan à New York

« Ellington composa sans relâche jusqu'à la fin de ses jours. La musique fut sa maîtresse ; c’était sa vie et il lui a consacré une œuvre incomparable et indestructible. En jazz, c'était un géant parmi les géants. Pour la musique du XXe siècle, il sera peut-être un jour reconnu parmi la demi-douzaine des plus grands maîtres qui ont illustré cette époque. »

Martin Williams : 

« Duke Ellington a vécu assez longtemps pour se voir reconnaître comme l’un de nos meilleurs compositeurs. Et depuis sa mort en 1974, il n’est pas rare de l’entendre citer avec Charles Ives comme un des plus grands compositeurs que l'Amérique ait produit, toutes catégories confondues. »

Boris Vian lui rend hommage dans L'Écume des jours (1947), roman au long duquel il distille des clins d'œil au jazz et où le nom de Duke Ellington est de nombreuses fois cité. Le personnage de Chloé tire son prénom d'un arrangement d'Ellington.
En 2002, le chercheur Molefi Kete Asante inscrivait Duke Ellington sur sa liste des cent plus éminentes personnalités afro-américaines.

### Monuments
De nombreux monuments ont été consacrés à la mémoire de Duke Ellington dans des villes telles que New York, Washington D.C. et Los Angeles.

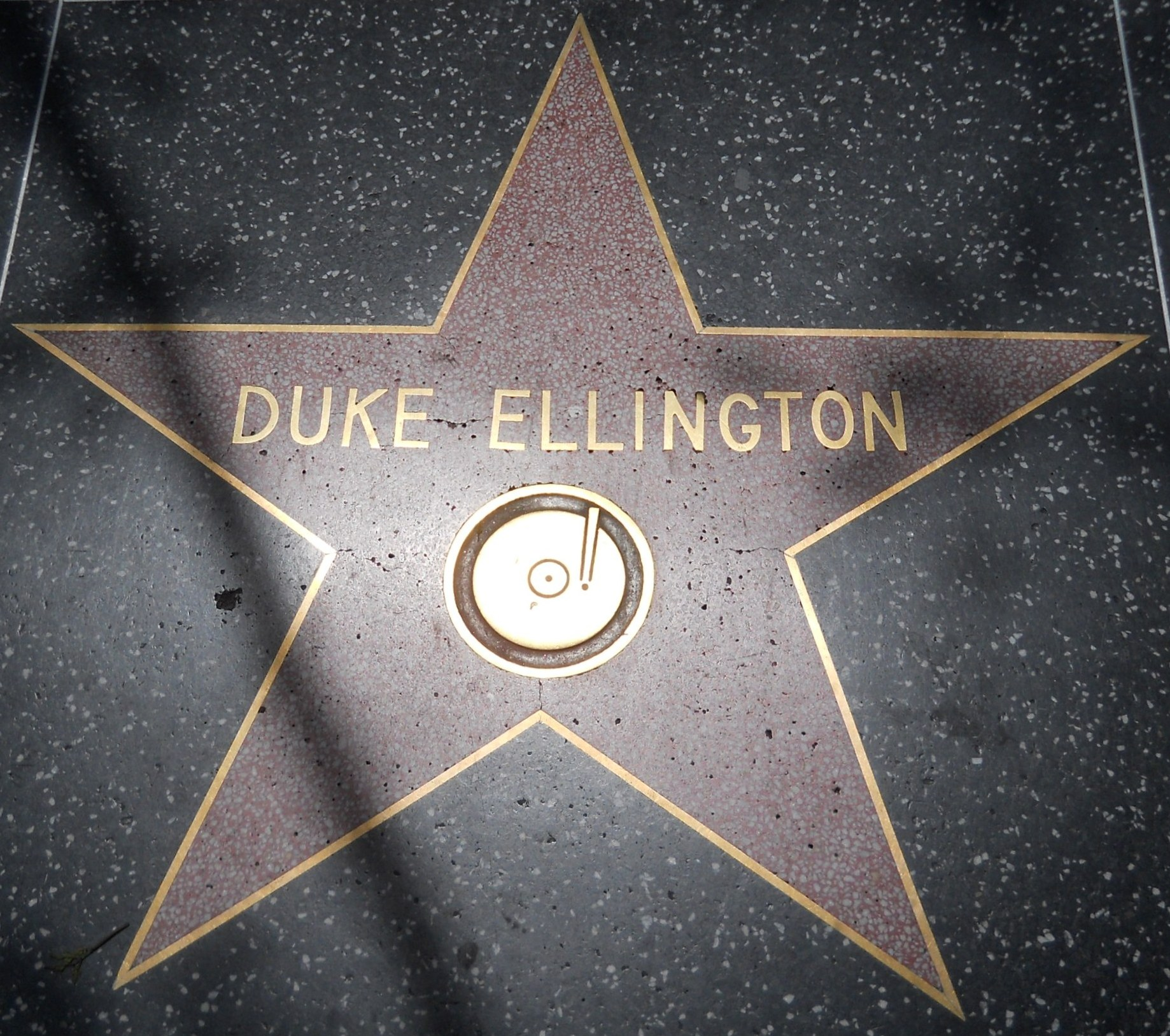
Star sur le Hollywood Walk of Fame au 6535 Hollywood Boulevard de Los Angeles.

Dans la ville natale du Duke, Washington D.C., une école et un pont qui enjambe le parc de Creek portent son nom. La  Duke Ellington School of the Arts accepte sur dossiers des élèves qui envisagent une carrière artistique et leur offre une formation complète dans les disciplines artistiques et générales qui les préparent à l’université et à une activité professionnelle. Le pont de Calvert Street fut rebaptisé pont Duke Ellington ; construit en 1935, il relie Woodley Park à Adams Morgan. 
Ellington vécut longtemps à Manhattan dans une maison qui faisait l’angle de Riverside Drive et de la 106e rue (West 106th Street). Après sa mort, celle-ci fut renommée boulevard Duke Ellington. Un monument à Ellington, du sculpteur Robert Graham, fut inauguré en 1997 à Central Park (New York), près de la 5e avenue et la 110e rue, à une intersection qui se nomme Duke Ellington Circle.

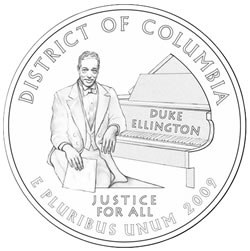
Ellington sur le projet préparatoire de la pièce de 25 cents frappée en 2009

Duke Ellington donna son dernier grand concert dans une salle de l'université de l'Illinois (Northern Illinois University) le 20 mars 1974, peu de temps avant sa mort. La salle fut renommée en son honneur en 1980, puis rénovée et consacrée une seconde fois au musicien en 2003.
Une statue d’Ellington assis à son piano se trouve dans la salle Schoenberg  de l’Université de Californie (UCLA) à Los Angeles.

### Divers

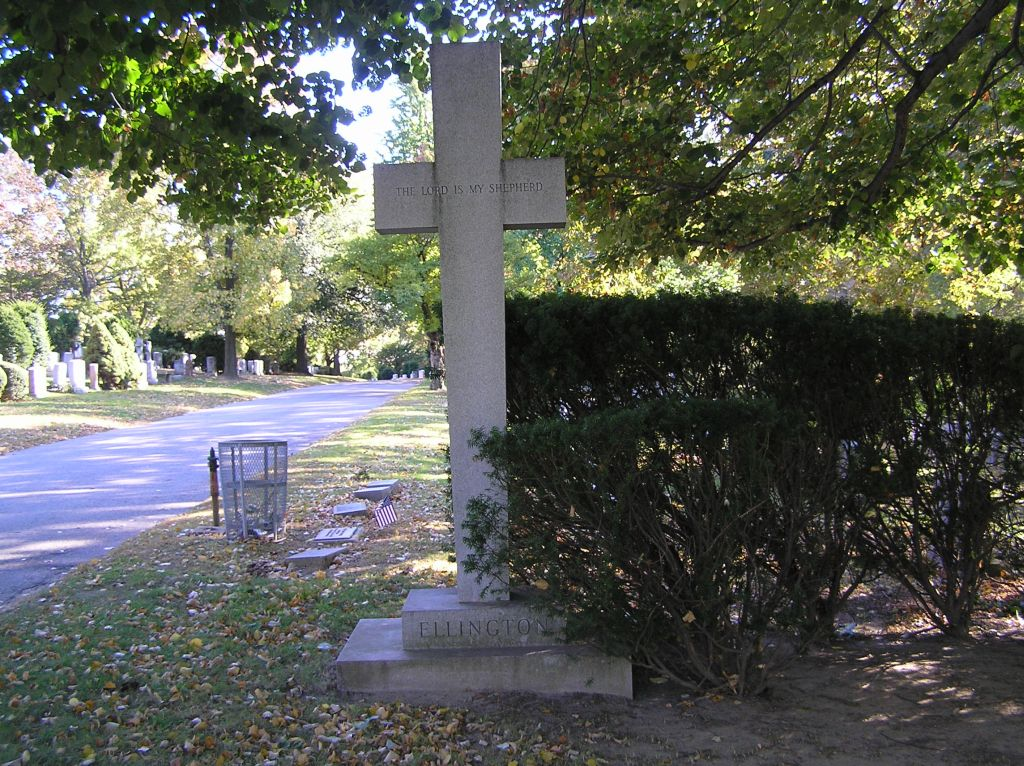
Sépulture de Duke Ellington, au cimetière de Woodlawn du Bronx de New York.

- Duke Ellington était synesthète : il associait les sons à des couleurs et inversément[31].

- Le 24 février 2009, dans une cérémonie qui s’est tenue au National Museum of American History, Edmund C. Moy — alors directeur de l'United States Mint — a présenté une nouvelle pièce de monnaie américaine à l’effigie de Duke Ellington[32] portant l'inscription « Justice pour tous »[32] et un portrait du musicien assis au piano. C’est la première fois qu’un Américain issu de la communauté afro-américaine figure seul sur une pièce de monnaie[33].
- Sa chanson Mood Indigo fait partie des musiques de la file d'attente de l'attraction La Tour de la terreur (The Twillight Zone Tower of Terror) des parcs Disney's Hollywood Studios, Walt Disney Studios Paris et Disney's California Adventures.
- Duke Ellington n'enregistra qu'un disque en solo, Duke à Goutelas, en 1966 au château de Goutelas à Marcoux (France)[34].
- Son fantôme est représenté dans toute la série Big Mouth, énonçant des faits fictifs ou réels de sa vie. En particulier l'épisode 7 de la saison 3 qui lui est consacré racontant comment il a trouvé sa vocation.